# Hartville (Ohio)
Hartville ist ein Village im Stark County, Ohio, Vereinigte Staaten. Die Bevölkerung betrug 2174 Einwohner nach der Volkszählung im Jahr 2000. Hartville ist ein Teil des Canton-Massillon-Metropolgebiets. Die Gemeinde liegt auf halbem Weg zwischen Akron und Canton, an der Kreuzung von zwei Hauptstraßen, Ohio State Route 43 und Ohio State Route 619. Hartville grenzt an Uniontown.
Obwohl Hartville recht klein ist, ist es in den vergangenen Jahren ein Anziehungspunkt für Handel und Tourismus im Nordosten Ohios geworden. Dazu tragen die Antiquitäten-Geschäfte, der große Freiluftmarkt und der Flohmarkt auf dem Marktplatz von Hartville und nicht zuletzt die vielen Restaurants bei.

## Geographie
Hartville liegt auf halbem Weg zwischen Akron und Canton, an der Kreuzung von zwei Hauptstraßen, Ohio State Route 43 und Ohio State Route 619. Hartville grenzt an Uniontown, das ebenfalls Teil der Lake Township ist. Hartvilles geographische Koordinaten sind 40° 58′ N, 81° 20′ W (40,962207, −81,339822).
Nach den Angaben des United States Census Bureaus hat der Ort eine Fläche von 4,7 km², davon entfällen keinen nennenswerte Flächen auf Gewässer.

## Geschichte
Hartville wurde 1851 als mennonitische Gemeinde gegründet. Sie war Teil einer Reihe von Ansiedlungen von Mennoniten und Amischen, die sich nach einer weiteren Vertreibungswelle aus Europa im 19. Jahrhundert im Gebiet um die Großen Seen bildeten. Die Arbeitsethik, die die Gründer von Hartville mitbrachten, wird als die Grundlage des heutigen wirtschaftlichen Erfolges angesehen.

## Demographie
Zum Zeitpunkt des United States Census 2000 bewohnten Hartville 2174 Personen. Die Bevölkerungsdichte betrug 458,7 Personen pro km². Es gab 902 Wohneinheiten, durchschnittlich 190,3 pro km². Die Bevölkerung Hartvilles bestand zu 98,39 % aus Weißen, 0,28 % Schwarzen oder African American, 0,18 % Native American, 0,18 % Asian, 0,05 % Pacific Islander, 0,28 % gaben an, anderen Rassen anzugehören und 0,64 % nannten zwei oder mehr Rassen. 0,83 % der Bevölkerung erklärten, Hispanos oder Latinos jeglicher Rasse zu sein.
Die Bewohner Hartvilles verteilten sich auf 863 Haushalte, von denen in 33,6 % Kinder unter 18 Jahren lebten. 52,1 % der Haushalte stellten Verheiratete, 12,3 % hatten einen weiblichen Haushaltsvorstand ohne Ehemann und 32,9 % bildeten keine Familien. 28,0 % der Haushalte bestanden aus Einzelpersonen und in 8,3 % aller Haushalte lebte jemand im Alter von 65 Jahren oder mehr alleine. Die durchschnittliche Haushaltsgröße betrug 2,49 und die durchschnittliche Familiengröße 3,09 Personen.
Die Bevölkerung verteilte sich auf 26,9 % Minderjährige, 10,1 % 18–24-Jährige, 32,4 % 25–44-Jährige, 19,6 % 45–64-Jährige und 11,0 % im Alter von 65 Jahren oder mehr. Das Durchschnittsalter betrug 34 Jahre. Auf jeweils 100 Frauen entfielen 95,9 Männer. Bei den über 18-Jährigen entfielen auf 100 Frauen 91,3 Männer.
Das mittlere Haushaltseinkommen in Hartville betrug 41.012 US-Dollar und das mittlere Familieneinkommen erreichte die Höhe von 47.411 US-Dollar. Das Durchschnittseinkommen der Männer betrug 34.821 US-Dollar, gegenüber 22.679 US-Dollar bei den Frauen. Das Pro-Kopf-Einkommen belief sich auf 19.362 US-Dollar. 9,2 % der Bevölkerung und 6,2 % der Familien hatten ein Einkommen unterhalb der Armutsgrenze, davon waren 12,7 % der Minderjährigen und 4,9 % der Altersgruppe 65 Jahre und mehr betroffen.

## Persönlichkeiten
- Andrew Wellington Cordier (1901–1975), Funktionär der Vereinten Nationen und Präsident der Columbia University, besuchte in Hartville die High School
- Albert N. Keim (1935–2008), Historiker
- Marcus Christopher (* 2002), BMX-Freestyle-Fahrer